# Sinaida Wladimirowna Udalzowa
Sinaida Wladimirowna Udalzowa, geboren Sinaida Wladimirowna Mylzyna, (russisch Зинаида Владимировна Удальцова, Geburtsname russisch Зинаида Владимировна Мыльцына; * 5. März 1918 in Kislowodsk; † 29. September 1987 in Baku) war eine sowjetische Mediävistin, Byzantinistin und Hochschullehrerin.

## Leben
Udalzowa, Tochter des Grundbesitzers Wladimir Amwrossijewitsch Mylzyn, studierte  an der Universität Moskau (MGU) in der historischen Fakultät (IstFak), wo sie 1940 ihren Abschluss machte. Sie heiratete ihren Kommilitonen Iwan Iwanowitsch Udalzow, der nach dem Studienabschluss 1940 in der Roten Armee diente.
Während Udalzowas anschließender Aspirantur wurde die IstFak nach Beginn des Deutsch-Sowjetischen Kriegs mit den Studenten evakuiert. In der Evakuierung lernte Udalzowa den Historiker und Schriftsteller Michail Antonowitsch Alpatow (1903–1980) kennen, den sie in 2. Ehe heiratete und mit dem sie 1945 ihren Sohn Wladimir Michailowitsch Alpatow bekam. Die Aspirantur schloss sie 1945 mit der erfolgreichen Verteidigung ihrer Dissertation über den Parteienkampf in Byzanz im 15. Jahrhundert und die Tätigkeit Bessarions für die Promotion zur Kandidatin der historischen Wissenschaften ab.
1945–1949 unterrichtete Udalzowa an der Fernstudien-Parteihochschule beim Zentralkomitee der KPdSU. Ab 1946 lehrte sie am Lehrstuhl für Mediävistik der MGU. Daneben arbeitete sie 1947–1949 im Institut für Slawistik.
1949 wurde Udalzowa wissenschaftliche Mitarbeiterin des Instituts für Geschichte der Akademie der Wissenschaften der UdSSR (AN-SSSR) im Sektor für Byzantinistik. 1960 wurde sie mit ihrer Doktor-Dissertation über Italien und Byzanz im 6. Jahrhundert zur Doktorin der historischen Wissenschaften promoviert. Ab 1961 leitete sie den Sektor für Byzantinistik.
1968 wurde Udalzowa Leiterin des Sektors für Byzantinistik des Instituts für Slawistik und Balkanistik der AN-SSSR und Professorin für Allgemeine Geschichte. 1970 wurde sie Leiterin des Sektors für Byzantinistik des Instituts für Allgemeine Geschichte der AN-SSSR, dessen Leitung sie 1980 übernahm und bis zu ihrem Tode behielt. 1976 wurde sie zum Korrespondierenden Mitglied der AN-SSSR gewählt.
Udalzowa leitete die Assoziation der Byzantinisten der UdSSR und wurde 1976 zur Vizepräsidentin der Association Internationale des Études Byzantines gewählt. Sie war 1978–1983 Präsidentin der Russischen Palästina-Gesellschaft und ab 1982 ausländisches Mitglied der Sächsische Akademie der Wissenschaften.
Udalzowas Forschungsschwerpunkte waren die Wirtschaft, die gesellschaftliche und politische Entwicklung und das kulturelle Leben im Byzantinischen Reich und die Geschichte des Feudalismus in Europa. Der Byzantinist Sergei Arkadjewitsch Iwanow sprach den Arbeiten Udalzowas wegen der parteilichen kommunistischen Grundhaltung die Wissenschaftlichkeit ab und unterstellte, das aufgrund ihres Führungsverhaltens beispielsweise Alexander Kazhdan emigriert sei. Andererseits wies Iwanow darauf hin, dass sie den Slawisten Sergei Sergejewitsch Awerinzew förderte, obwohl er den sowjetischen Standards nicht entsprach und sich religiösen Themen zuwandte.
Udalzowa starb in Baku und wurde in Moskau auf dem Wagankowoer Friedhof begraben.

## Ehrungen, Preise
- Orden des Roten Banners der Arbeit (1975)[2]
- Ehrenzeichen der Sowjetunion (1981)
- Staatspreis der UdSSR (1987 postum) für die Beteiligung an der 13-bändigen Weltgeschichte[2]
- Staatspreis der Russischen Föderation (1996 postum) für die Beteiligung an der 3-bändigen Monografie über die byzantinische Kultur des 14.–15. Jahrhunderts[2]